# Penis captivus
Unter Penis captivus wird in medizinischer oder auch pseudo-wissenschaftlicher Fachsprache eine Situation beim Geschlechtsverkehr bezeichnet, bei der der Penis durch die Verkrampfung der Vagina – dem sogenannten Vaginismus oder Scheidenkrampf – nicht mehr aus der Scheide gezogen werden kann.
Dem Mythos zufolge muss ein Notarzt gerufen werden, um den Penis wieder aus der Vagina zu befreien. Medizinische Experten und Wissenschaftler äußern jedoch deutliche Zweifel, da ein Krampf in der Scheide zwar vorkommen kann, dieser jedoch lediglich Sekunden, höchstens einige Minuten andauert. Ein im Jahre 1884 veröffentlichter Bericht eines Arztes erwies sich nach einer Überprüfung durch weitere Mediziner als bewusste Täuschung.